# 佐渡国分寺
佐渡国分寺（さどこくぶんじ）は、新潟県佐渡市国分寺にある真言宗の佐渡島内最古の寺。

## 歴史
741年の聖武天皇の詔によって743年－775年の間に建てられたと考えられている。天平宝字8年（764年）、『最勝王経』、『法華経』が施納。正安3年（1301年）、雷火で七重塔が焼失。享禄2年（1529年）にも伽藍を焼失したが、享禄4年（1531年）には再建された。現在のものは元の伽藍の東に1674年までに再建されたもの。

## 文化財
- 佐渡国分寺跡（国の史跡）
- 薬師如来坐像（国の重要文化財）　平安時代前期の一木造りで、膝、両手首、衣文の折り返しなどを別材で作る。1529年の火災では焼失を免れた。
- 瑠璃堂（佐渡市指定有形文化財）　寛文6年（1666年）建立。

## 周辺
- 下国府遺跡（国の史跡）
- 妙宣寺
- 世尊寺
- 真野御陵

## 参考資料
- 『佐渡国分寺』真野町文化財保護審議会
- 山本修巳編『佐渡郷土文化』佐渡郷土文化の会